# Phyllophorus seguroensis
Phyllophorus seguroensis är en sjögurkeart som beskrevs av Elisabeth Deichmann 1930. Phyllophorus seguroensis ingår i släktet Phyllophorus och familjen svanssjögurkor. Inga underarter finns listade i Catalogue of Life.